# إدموند سي لينش
إدموند سي لينش (بالإنجليزية: Edmund C. Lynch)‏ (من 19 مايو، 1885 إلى 12 مايو،1938) أسس هو وشريكه تشارلز إي ميريل شركة ميريل لينش في 15 أكتوبر، 1985.

## النشأة
ولد في 19 مايو، 1885 في بالتيمور، ماريلاند. وتخرج من جامعة جونز هوبكينز في عام 1907.

## الوفاة والوصية
توفي في لندن بإنجلترا في رحلة عمل في 12 مايو، 1938.

## وصلات خارجية
- الخط الزمني لشركة ميريل لينش[وصلة مكسورة]